# Piotr Kouznetsov
Pour les articles homonymes, voir Kouznetsov.
Piotr Ivanovitch Kouznetsov (en russe : Пётр Иванович Кузнецов) né en 1818 à Krasnoïarsk et mort le 26 décembre 1878 à Saint-Pétersbourg en Russie est un producteur et marchand d'or russe, membre de la première guilde de sa ville de Krasnoïarsk dont il était à la tête de 1853 à 1855, de 1862 à 1864, et de 1871 à 1875.

## Biographie

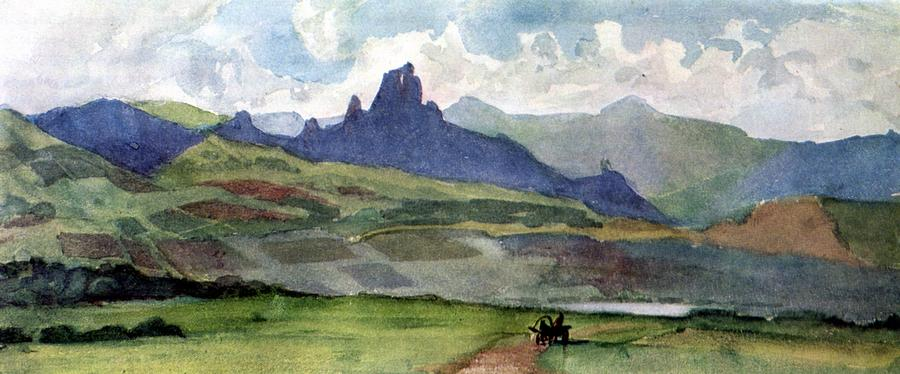
Steppe près de Minoussinsk, tableau de Vassili Sourikov

Piotr Kouznetsov possédait plusieurs mines dans les provinces de l'Ienisseï et dans le gouvernement de Tomsk. Il possédait aussi le gisement de Mitrophanovski sur la rivière Kizas (ru) ainsi que d'autres gisements encore dans la région de Minoussinsk. Il fonde, avec un autre marchand du nom de Sidor Chchtelgolev, une société d'extraction d'or. En 1840, la part de cette société représentait plus de 10% de l'or extrait dans le gouvernement du Ienisseï. En trois ans (de 1842 à 1845), 266 pouds d'or ont été extraits pour une valeur de 3 millions de roubles par cette société.

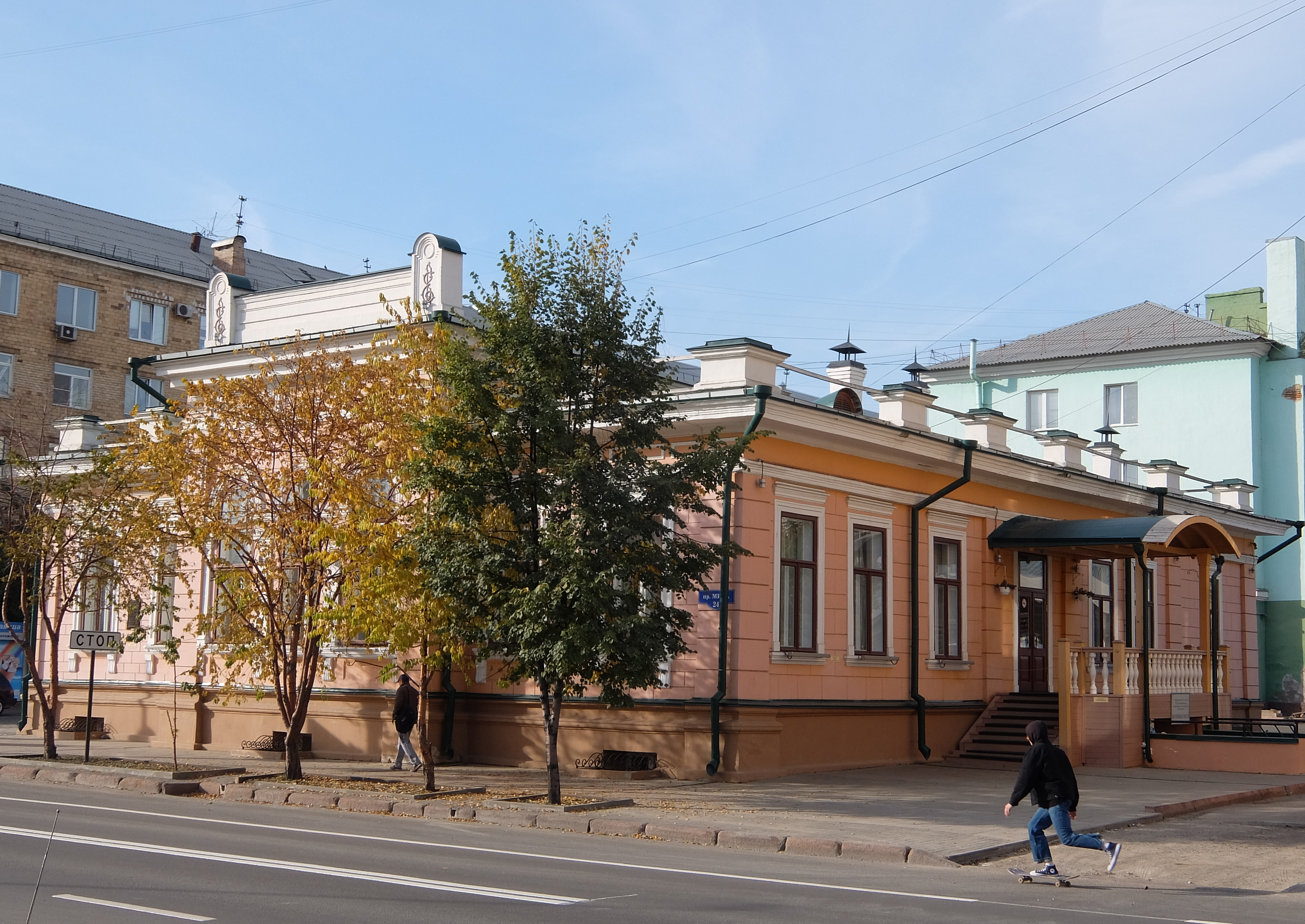
Les bâtiments appartenant à la famille Kouznetsov occupent tout un quartier de la ville de Krasnoïarsk et certains ont été conservés jusqu'à nos jours

Kouznetsov entretient des relations avec les décembristes, en particulier avec le poète Vassili Lvovitch Davydov, et avec des réfugiés polonais. Le poète Davydov à la fin de sa période de travaux forcés qui a duré 13 ans, doit s'installer par décret du 10 juillet 1839, dans la ville de Krasnoïarsk. À l'exemple des décabristes, les habitants de Krasnoïarsk se rassemblaient au sein de cercles de littérature et de musique. La maison de Kouznetsov était un lieu de rassemblement de tels cercles. Un musée littéraire de Krasnoïarsk de création plus récente (1997) est toujours présent aujourd'hui dans la ville. 

## Bénévolat
À partir de 1847, Kouznetsov devient le staroste de la cathédrale de la Résurrection de Krasnoïarsk, à laquelle il fait don de sommes d'argent importantes.
Il est contributeur et participant à une expédition sur le fleuve Amour de 1849 à 1855 : l'expédition sur l'Amour (ru) qui est organisée à l'initiative de Guennadi Nevelskoï et Nikolaï Mouraviov-Amourski.
Il paye la formation du peintre Vassili Sourikov à l'Académie impériale des Beaux-Arts à Saint-Pétersbourg à partir de 1869 après l'avoir aidé à quitter Krasnoïarsk lors d'un de ses convois.
En 1855, il paye de ses deniers la construction de la chapelle Parascève-Vendredi (ru) à Krasnoïarsk.
En 1869, il offre une maison et une bibliothèque pour l'école du village d'Askis. En 1877, il transfère sa collection personnelle d'antiquités au musée d'histoire locale de Minoussinsk.
En 1872, il fait aménager à ses frais 255 sagènes des berges du fleuve Ienisseï.
À sa mort à Saint-Pétersbourg, en décembre 1878, son corps est ramené à Krasnoïarsk, où il est enterré dans l'enceinte de la cathédrale de la Résurrection à côté de la tombe du comte Nikolaï Rezanov. Ces tombes ont disparu et ont été remplacées par une plaque commémorative. 

## Vassili Sourikov

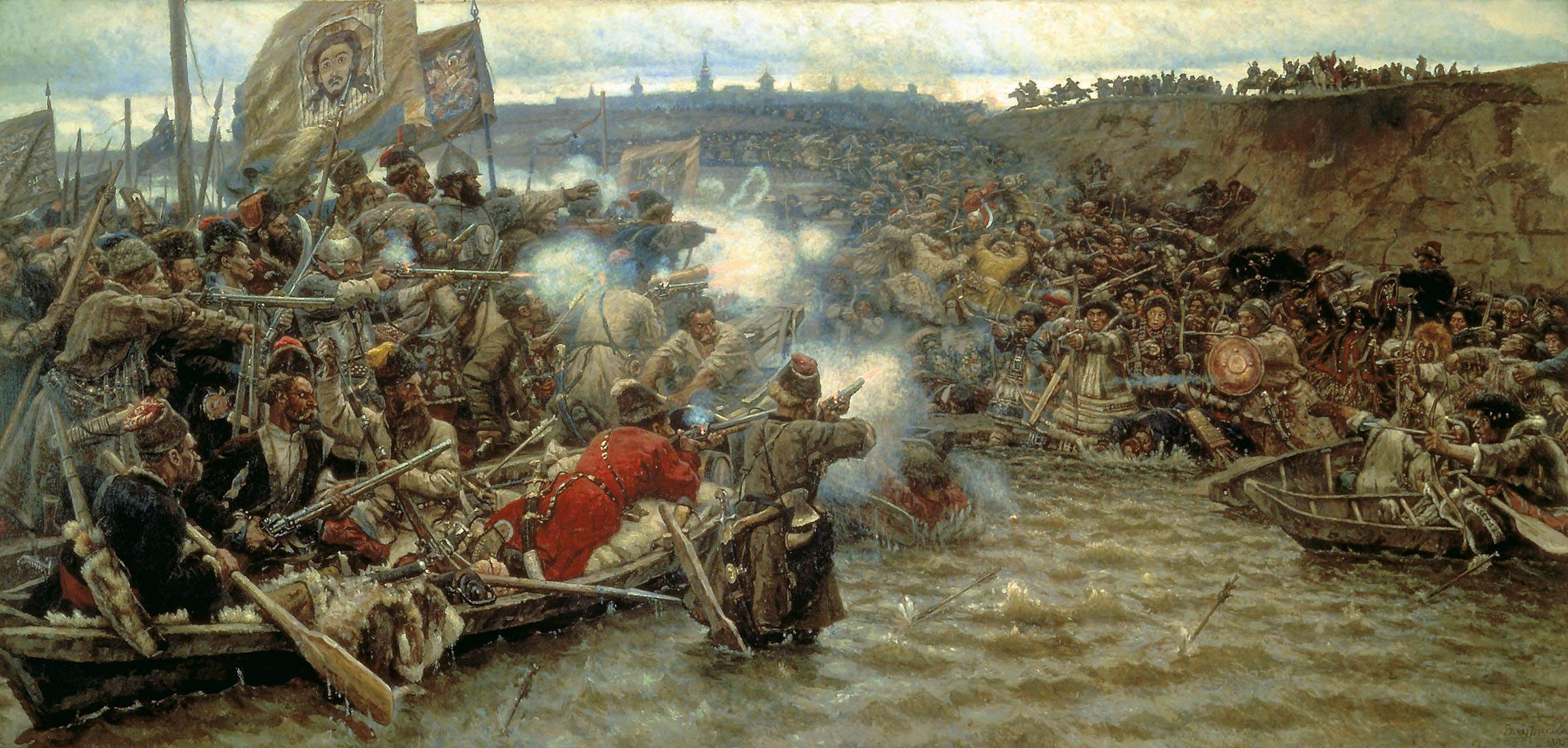
Conquête de la Sibérie par Ermak tableau de Vassili Sourikov, 1895

Piotr Kouznetsov a aidé Vassili Sourikov à quitter Krasnoïarsk pour aller étudier en 1869 à l'Académie russe des Beaux-Arts de Saint-Pétersbourg. Un témoignage écrit du peintre a été conservé par le poète russe Maximilien Volochine.

« Je vais un jour à la cathédrale, je ne savais rien de ce que Kouznetsov savait de moi. Il vient vers moi dans l'église et me dit : « Je connais tes dessins et je t'emmène à Saint Pétersbourg ». Je cours vers ma mère. Elle me dit : « Vas-y je ne te l'interdis pas ». Je suis parti trois jours plus tard. Le 11 décembre 1868. La nuit était glaciale. Étoilée. Je me souviens de la rue, et de ma mère qui faisait une triste figure, debout près de la porte. Kouznetsov était producteur d'or. Avant mon départ il m'a accompagné chez lui pour me montrer des tableaux. Il avait un portrait de son grand père réalisé par le peintre Karl Brioullov. J'aimais ces peintures. Et Kouznetsov me dit : « Eh bien ce sont les meilleures ! ».
Kouznetsov envoyait du poisson à Saint-Pétersbourg, un cadeau aux ministres. Je suis parti dans le même convoi. C'était d'énormes poissons : j'étais tout au dessus du tas, assis sur un grand esturgeon. J'avais froid dans mon manteau. J'étais tout engourdi. Le soir, quand j'arrive, pendant que je me réchauffe, on m'offre déjà de la vodka. »

— Maximilien Volochine, « Sourikov (documents pour une biographie) ». Revue Apollon, 1911, n° 6-7
Un des fils de Piotr Ivanovitch Kouznetsov, Innocent Petrovitch Kouznetsov, orfèvre, chercheur d'or et mécène, possédait une mine d'or à 150 km de Minoussinsk. Il était ami du peintre Vassili Sourikov. En 1892, le peintre a été prendre des croquis dans les mines de son ami pour préparer sa toile Conquête de la Sibérie par Ermak.